# Алфара-да-Карлас
Алфа́ра-да-Ка́рлас (кат. Alfara de Carles, вимова літературною каталанською [əł'faɾə də 'kaɾłəs]) — муніципалітет, розташований в Автономній області Каталонія, в Іспанії. Код муніципалітету за номенклатурою Інституту статистики Каталонії — 430081. Знаходиться у районі (кумарці) Баш-Ебра (коди району — 09 та BB) провінції Таррагона, згідно з новою адміністративною реформою перебуватиме у складі Ебрської баґарії (округи). 

## Назва муніципалітету
Назва муніципалітету походить від араб. al-ḥara — «вулиця» або «містечко» та пізньолатинського імені германського походження Carolus.

## Населення
Населення міста (у 2007 р.) становить 389 осіб (з них менше 14 років — 8,5%, від 15 до 64 — 64,5%, понад 65 років — 27%). У 2006 р. народжуваність склала 0 осіб, смертність — 4 особи, зареєстровано 1 шлюб. У 2001 р. активне населення становило 139 осіб, з них безробітних — 13 осіб.

Серед осіб, які проживали на території міста у 2001 р., 329 народилися в Каталонії (з них 299 осіб у тому самому районі, або кумарці), 16 осіб приїхало з інших областей Іспанії, а 1 особа приїхала з-за кордону. 

Вищу освіту має 3,3% усього населення. 

У 2001 р. нараховувалося 118 домогосподарств (з них 22,9% складалися з однієї особи, 23,7% з двох осіб,20,3% з 3 осіб, 12,7% з 4 осіб, 12,7% з 5 осіб, 5,9% з 6 осіб, 1,7% з 7 осіб, 0% з 8 осіб і 0% з 9 і більше осіб).

Активне населення міста у 2001 р. працювало у таких сферах діяльності : у сільському господарстві — 33,3%, у промисловості — 8,7%, на будівництві — 13,5% і у сфері обслуговування — 44,4%. 

 У муніципалітеті або у власному районі (кумарці) працює 98 осіб, поза районом — 38 осіб.

### Безробіття
У 2007 р. нараховувалося 14 безробітних (у 2006 р. — 12 безробітних), з них чоловіки становили 57,1%, а жінки — 42,9%.

## Економіка

### Підприємства міста

#### Роздрібна торгівля
| \| Підприємства роздрібної торгівлі міста, за сферою діяльності \| Підприємства роздрібної торгівлі міста, за сферою діяльності \| Підприємства роздрібної торгівлі міста, за сферою діяльності \| \| Рік \| 2002 р. \| 2001 р. \| \| ------------------------------------------------------------ \| ------------------------------------------------------------ \| ------------------------------------------------------------ \| \| Продукти харчування \| 85,7% \| 85,7% \| \| Одяг та взуття \| 0% \| 0% \| \| Товари для дому \| 0% \| 0% \| \| Книги та періодичні видання \| 0% \| 0% \| \| Промислова хімічна продукція \| 14,3% \| 14,3% \| \| Продукція, пов'язана з транспортними засобами \| 0% \| 0% \| \| Інше \| 0% \| 0% \| \| Усього підприємств \| 7 \| 7 \| |         |         |
| Підприємства роздрібної торгівлі міста, за сферою діяльності |         |         |
| Рік | 2002 р. | 2001 р. |
| Продукти харчування | 85,7%   | 85,7%   |
| Одяг та взуття | 0%      | 0%      |
| Товари для дому | 0%      | 0%      |
| Книги та періодичні видання | 0%      | 0%      |
| Промислова хімічна продукція | 14,3%   | 14,3%   |
| Продукція, пов'язана з транспортними засобами | 0%      | 0%      |
| Інше | 0%      | 0%      |
| Усього підприємств | 7       | 7       |

#### Сфера послуг
| \| Підприємства міста, що працюють у сфері послуг, за діяльністю \| Підприємства міста, що працюють у сфері послуг, за діяльністю \| Підприємства міста, що працюють у сфері послуг, за діяльністю \| \| Рік \| 2002 р. \| 2001 р. \| \| ------------------------------------------------------------- \| ------------------------------------------------------------- \| ------------------------------------------------------------- \| \| Гуртова торгівля \| 0% \| 0% \| \| Готелі та готельний бізнес \| 62,5% \| 60% \| \| Транспорт та зв'язок \| 0% \| 0% \| \| Посередницькі фінансові послуги \| 0% \| 10% \| \| Послуги підприємствам \| 0% \| 0% \| \| Послуги фізичним особам \| 37,5% \| 30% \| \| Нерухомість та ін. \| 0% \| 0% \| \| Усього підприємств \| 8 \| 10 \| |         |         |
| Підприємства міста, що працюють у сфері послуг, за діяльністю |         |         |
| Рік | 2002 р. | 2001 р. |
| Гуртова торгівля | 0%      | 0%      |
| Готелі та готельний бізнес | 62,5%   | 60%     |
| Транспорт та зв'язок | 0%      | 0%      |
| Посередницькі фінансові послуги | 0%      | 10%     |
| Послуги підприємствам | 0%      | 0%      |
| Послуги фізичним особам | 37,5%   | 30%     |
| Нерухомість та ін. | 0%      | 0%      |
| Усього підприємств | 8       | 10      |

## Житловий фонд
У 2001 р. 1,7% усіх родин (домогосподарств) мали житло метражем до 59 м2, 33,9% — від 60 до 89 м2, 44,1% — від 90 до 119 м2 і
20,3% — понад 120 м2.

З усіх будівель у 2001 р. 21,2% було одноповерховими, 62% — двоповерховими, 16,8
% — триповерховими, 0% — чотириповерховими, 0% — п'ятиповерховими, 0% — шестиповерховими,
0% — семиповерховими, 0% — з вісьмома та більше поверхами.

## Автопарк
| \| Автомобілі, зареєстровані у місті, за призначенням \| Автомобілі, зареєстровані у місті, за призначенням \| Автомобілі, зареєстровані у місті, за призначенням \| \| Рік \| 2006 р. \| 2005 р. \| \| -------------------------------------------------- \| -------------------------------------------------- \| -------------------------------------------------- \| \| Приватні автомобілі \| 50,3% \| 50,5% \| \| Мотоцикли \| 9,1% \| 7,8% \| \| Вантажівки \| 36,8% \| 38,6% \| \| Трактори \| 0% \| 0% \| \| Автобуси та ін. \| 3,8% \| 3,1% \| \| Усього автомобілів \| 318 шт. \| 295 шт. \| |         |         |
| Автомобілі, зареєстровані у місті, за призначенням |         |         |
| Рік | 2006 р. | 2005 р. |
| Приватні автомобілі | 50,3%   | 50,5%   |
| Мотоцикли | 9,1%    | 7,8%    |
| Вантажівки | 36,8%   | 38,6%   |
| Трактори | 0%      | 0%      |
| Автобуси та ін. | 3,8%    | 3,1%    |
| Усього автомобілів | 318 шт. | 295 шт. |

## Вживання каталанської мови
У 2001 р. каталанську мову у місті розуміли 100% усього населення (у 1996 р. — 100%), вміли говорити нею 95,6% (у 1996 р. — 
97,6%), вміли читати 65,1% (у 1996 р. — 69%), вміли писати 31,1
% (у 1996 р. — 32,3%). Не розуміли каталанської мови 0%.

## Політичні уподобання
У виборах до Парламенту Каталонії у 2006 р. взяло участь 226 осіб (у 2003 р. — 258 осіб). Голоси за політичні сили розподілилися таким чином:
| \| Вибори до Парламенту Каталонії \| Вибори до Парламенту Каталонії \| Вибори до Парламенту Каталонії \| \| Рік \| 2006 р. \| 2003 р. \| \| -------------------------------------- \| ------------------------------ \| ------------------------------ \| \| Конвергенція та Єднання (CiU) \| 54% \| 55,4% \| \| Соціалістична партія Каталонії (PSC) \| 31% \| 26,4% \| \| Народна партія (PP) \| 5,8% \| 8,9% \| \| Ініціатива за Каталонію — Зелені (ICV) \| 2,7% \| 0,8% \| \| Республіканська лівиця Каталонії (ERC) \| 5,8% \| 8,5% \| \| Громадяни — Громадянська партія (C's) \| 0% \| 0% \| \| Інші \| 0,9% \| 0% \| |         |         |
| Вибори до Парламенту Каталонії |         |         |
| Рік | 2006 р. | 2003 р. |
| Конвергенція та Єднання (CiU) | 54%     | 55,4%   |
| Соціалістична партія Каталонії (PSC) | 31%     | 26,4%   |
| Народна партія (PP) | 5,8%    | 8,9%    |
| Ініціатива за Каталонію — Зелені (ICV) | 2,7%    | 0,8%    |
| Республіканська лівиця Каталонії (ERC) | 5,8%    | 8,5%    |
| Громадяни — Громадянська партія (C's) | 0%      | 0%      |
| Інші | 0,9%    | 0%      |

У муніципальних виборах у 2007 р. взяло участь 298 осіб (у 2003 р. — 310 осіб). Голоси за політичні сили розподілилися таким чином:
| \| Муніципальні вибори \| Муніципальні вибори \| Муніципальні вибори \| \| Рік \| 2007 р. \| 2003 р. \| \| -------------------------------------- \| ------------------- \| ------------------- \| \| Конвергенція та Єднання (CiU) \| 49% \| 58,1% \| \| Соціалістична партія Каталонії (PSC) \| 51% \| 36,8% \| \| Народна партія (PP) \| 0% \| 5,2% \| \| Ініціатива за Каталонію — Зелені (ICV) \| 0% \| 0% \| \| Республіканська лівиця Каталонії (ERC) \| 0% \| 0% \| \| Громадяни — Громадянська партія (C's) \| 0% \| 0% \| \| Інші \| 0% \| 0% \| |         |         |
| Муніципальні вибори |         |         |
| Рік | 2007 р. | 2003 р. |
| Конвергенція та Єднання (CiU) | 49%     | 58,1%   |
| Соціалістична партія Каталонії (PSC) | 51%     | 36,8%   |
| Народна партія (PP) | 0%      | 5,2%    |
| Ініціатива за Каталонію — Зелені (ICV) | 0%      | 0%      |
| Республіканська лівиця Каталонії (ERC) | 0%      | 0%      |
| Громадяни — Громадянська партія (C's) | 0%      | 0%      |
| Інші | 0%      | 0%      |